# Melanitta
Melanitta Boie, 1822 è un genere di uccelli famiglia degli Anatidi.

## Descrizione
I maschi sono per la maggior parte neri ed hanno becchi rigonfi. Le femmine sono brune.

## Distribuzione e habitat
Nidificano nell'estremo nord di Europa, Asia e Nordamerica, e svernano un po' più a sud, nelle zone temperate di questi continenti.

## Biologia
Sulle acque costiere più accoglienti formano stormi numerosi. I membri di questi gruppi sono strettamente raggruppati e questi uccelli tendono a decollare insieme.
I loro nidi edificati vengono costruiti sul suolo nei pressi del mare, di laghi o fiumi, nelle foreste o nella tundra. Queste specie si immergono alla ricerca di crostacei e molluschi.

## Tassonomia
Ne esistono cinque specie:
- Melanitta perspicillata (Linnaeus, 1758) - orco marino dagli occhiali
- Melanitta fusca (Linnaeus, 1758) - orco marino
- Melanitta deglandi (Bonaparte, 1850) - orco marino del Pacifico
- Melanitta nigra (Linnaeus, 1758) - orchetto marino
- Melanitta americana (Swainson, 1832) - orchetto marino americano

Il presunto "orchetto" fossile Melanitta ceruttii, che visse in California durante il Pliocene superiore, viene attualmente classificato nel genere Histrionicus.